# Rue de la Vignette
Ne doit pas être confondu avec rue de la Vignette (Lille).
La rue de la Vignette (en néerlandais Kleine Wijngaardstraat) est une rue bruxelloise de la commune d'Auderghem qui relie le boulevard du Souverain à l'avenue de la Houlette.
Elle a été coupée en deux lors de la construction du viaduc de l'E411 et du métro de Bruxelles. Elle est longue de :
- 130 mètres dans la partie ouest (Pêcheries) ;
- 490 mètres dans la partie est (Souverain).

## Historique et description
La carte de de Ferraris (1771) n’indique en rien que le raisin ait été cultivé ici. Elle y indique plutôt un domaine boisé couvert de broussailles et d’arbustes.
En 1836, Vandermaelen désigne le chemin dans son Plan cadastral comme le chemin de l’Église. Les Auderghemois relevant jadis de la paroisse de Watermael, cela paraît plausible.
En 1843, l’Atlas des Communications Vicinales renseignait un bloc de trois maisons, à hauteur du sentier qui menait au four à chaux d’Auderghem (Kalkoven). Un chemin plus court permettait de se rendre à ces trois maisons depuis l'actuelle chaussée de Wavre. Ce chemin (n° 32) y est dénommé Weygaertsblokweg. Ainsi apparaît le mot Weygaert (vigne); le blok référant probablement au pâté de trois maisons. 
L’endroit est désigné de nos jours par les anciens, dans leur dialecte, comme Waagesblok (waa, wei: prairie) ; ges pouvant vouloir dire gras: herbe). La rue aurait-elle plutôt emprunté son nom à une personne ?
Le 7 octobre 1866, le collège a approuvé une liste de noms des rues existantes et nommé celle-ci officiellement Wijngaardstraat - rue de la Vigne.
Le 24 mars 1916, pour éliminer des doublons en région bruxelloise, cette appellation fut modifiée en rue de la Vignette-Kleine Wijngaardstraat.
La rue sera amputée lors de la construction du boulevard du Souverain vers 1910 et en 1972, lors de la construction de l’autoroute E411.
Aller de la partie est à la partie ouest de la rue demandera depuis lors un détour de près de 1,5 km. C'est pourquoi les anciens appelleront le viaduc le mur de Berlin.

### Centre historique de la blanchisserie auderghemoise
Jadis, la rue de la Vignette était réputée pendant plusieurs décennies pour ses nombreuses petites blanchisseries familiales. En 1931, la rue concentrait 22 petites entreprises familiales avec laveuses, blanchisseurs et repasseuses.
A Auderghem, les métiers de la blanchisserie constituaient l’activité professionnelle la plus importante, vers la fin du XIXe siècle. La réputation des laveuses était excellente parmi la bourgeoisie bruxelloise et aux alentours. Cette industrie a accompagné le développement de la commune.